# Nordiska förlaget (1910)

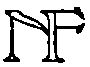
Logotyp

Nordiska förlaget var ett bokförlag som grundades 1910 av grosshandlare Valter Hultin.
Förlaget var känt för att ge ut romaner av kända författare i billiga upplagor, så kallade "25-öres-böcker". Förlaget bedrev sin verksamhet från David Bagares gata 3 i Stockholm och hade ett hundratal personer anställda. Böckerna trycktes hos Ehrnfried Nyberg. Bland översättare knutna till förlaget kan nämnas Hugo Hultenberg, Tom Wilson, Elisabeth Lilljebjörn och Anna Hamilton-Geete. Bland romaner som förlaget gav ut kan nämnas Doyles böcker om Sherlock Holmes, Jules Verne, H G Wells Dumas' De tre musketörerna och Dante Alighieris Den gudomliga komedin. Så småningom kom förlaget att ge ut böcker i olika serier, som en billig 10-öresupplaga av kända romaner. Från 1912 började förlaget även publicera en "elitserie" med nya romaner av svenska författare för ett pris på 1 krona.
Med tiden blev konkurrensen från andra förlag som också sålde billiga böcker svår och Hultins val att satsa på försäljning av 10-öres-romaner har påståtts ha varit förödande för företagets ekonomi. Förlaget köptes av Åhlén & Åkerlund 1913 som fram till 1930 hette Åhlén & Åkerlunds Förlags AB Nordiska förlaget. Från förlagets grundande tills det köptes av Åhlén & Åkerlund sålde det hela nio miljoner böcker.

## Länk
- Lista från 1912 med några av förlagets utgivna böcker